# Micralestes sardina
Micralestes sardina är en fiskart som beskrevs av Poll, 1938. Micralestes sardina ingår i släktet Micralestes och familjen Alestidae. IUCN kategoriserar arten globalt som livskraftig. Inga underarter finns listade i Catalogue of Life.